# Cenzura v Ruské federaci
Cenzura v Ruské federaci se zaměřuje na kontrolu oficiálního ruského výkladu historických událostí, na potírání opozičních skupin a na informační válku se Západem. Od roku 2011 se postupně v Rusku omezuje svoboda slova a potlačuje opozice, k čemuž jsou zneužívány nové zákony o extremismu. Úřady se snaží agresivně zakročit proti extremismu na webu, jako jsou například materiály s rasovou nenávistí. Podle kritiků ale postupují úřady příliš horlivě a potírají i legitimní politické projevy, které jsou chráněny ruskou ústavou.

## Média

### Film
V dubnu 2015 Ministerstvo kultury Ruské federace nedovolilo do kin uvést koprodukční film Dítě číslo 44 s odůvodněním, že „překrucuje historické události a nepravdivě znázorňuje sovětskou éru“.
V lednu 2018 bylo ministrem kultury Vladimirem Medinským zakázáno promítání britsko-francouzského filmu Ztratili jsme Stalina v kinech dva dny před jeho plánovanou ruskou premiérou. V roce 2019 přistoupilo Rusko k vystřižení scén zobrazujících mužský homosexuální styk v muzikálovém filmu Rocketman zobrazujícím život britského zpěváka Eltona Johna, za což se stalo terčem kritiky za svůj „obzvlášť zavrženíhodný despekt k lásce dvou lidí“.

### Tisk
V Rusku je tlak na opoziční média kvůli jejich liberálním postojům a neutralitě. Opoziční deník Novaja gazeta fungující od roku 1993 se stal terčem mnoha útoků mocných podnikatelů nebo politiků. Do redakce byly doručeny například ovce nebo uříznutá prasečí hlava. V roce 2000 došlo k několika vraždám redaktorů, zabity byly například kritička Kremlu Anna Politkovská nebo novinářka a obhájkyně lidských práv Natalja Estěmirovová.

### Internet
Na internetu je cenzura řízena od 1. listopadu 2012, a to agenturou Roskomnadzor. V hledáčku cenzora jsou například sociální sítě typu VKontakte.ru nebo Facebook, vyhledávač Google stránky stovek bloggerů a další desítky tisíc stránek, které musely přistoupit na cenzurování obsahu a nebo byly zablokovány. Například v Rusku stále oblíbenější služba Telegram četným pokusům o blokování odolává (2018). Kvůli snaze kontrolovat veškerý informační tok na internetu a řídit jeho cenzuru plánuje Rusko vytvořit autonomní internet nezávislý na zahraničí. Bude tak moci cenzurovat domácí i zahraniční servery. Přístup na veřejnou wifi například v kavárně lze získat pouze po prokázání totožnosti.

## Pronásledování opozice

### Politika
Za blogy s protivládními postoji hrozí v Rusku až 8 let vězení. Podle ruského centra Sova bylo v roce 2010 v Rusku za extremismus odsouzeno 30 uživatelů sociálních sítí a do roku 2015 se číslo zvedlo na 216. Za příspěvky na internetu bylo odsouzeno v období od října 2015 do února 2017 94 lidí.

### Homosexualita
Veškeré projevy homosexuality na veřejnosti nebo jakákoliv propagace či osvěta jsou v Rusku zakázány a stíhány na základě Zákona o zákazu propagace netradičních sexuálních vztahů z roku 2013.
Na jaře 2017 začalo v Čečensku podle serveru Novaja gazeta pronásledování homosexuálů úřady i příbuznými. Předcházela tomu neúspěšná žádost ruské GayRussia.ru o povolení gay průvodů ve čtyřech severokavkazských městech. Čečensko a celý region Severního Kavkazu je většinově islámský a ve společnosti převažuje silně tradiční pojetí rodiny. Běžné jsou vraždy homosexuálů ze cti. Podle Chedy Saratové, členky Výboru pro rozvoj občanské společnosti a lidských práv při vládě Čečenské republiky, „je homosexualita zlo, se kterým bude bojovat přece každý“.
Vladimir Putin a jeho časté oficiální vystupování jako vůdce Kremlu při mužných aktivitách bylo často v 10. letech 21. století karikováno. Karikaturisté mu například přidali bohaté nalíčení make-upem a podklad barevné duhy a tento obrázek byl mnohokrát upravován různými autory. V květnu 2016 se pak ve Tveru konal soud s aktivistou Aleksandrem Cvetkovem, obviněným, že podněcoval k projevům nenávisti tím, že dal tuto karikaturu na sociální síť VKontakte. Podle ruských úřadů vytváří tato karikatura typickou představu homosexuála v ruské společnosti. Soud označil aktivistu za duševně narušeného a nařídil mu psychiatrickou léčbu. Rok nato v dubnu přihlédlo ministerstvo spravedlnosti k tomuto případu a zařadilo karikaturu na seznam zakázaných extremistických materiálů, jelikož naznačuje „nestandardní sexuální orientaci ruského prezidenta“. Za zveřejnění karikatury tak hrozí až 5 let vězení.

### Náboženství
V dubnu 2017 ruský nejvyšší soud vyhověl návrhu ministerstva spravedlnosti a zakázal svědky Jehovovy jakožto extremistickou organizaci. Rozsudek nařídil s okamžitou platností uzavřít všech 395 regionálních poboček společnosti v Rusku s tím, že majetek propadá státu.

## Informační válka se Západem
V 10. letech 21. století probíhá kybernetická válka mezi Ruskem a Západem. V rámci toho Rusko přijalo v prosinci 2018 zákon, který nakazuje zajistit autonomní funkci ruského internetu. Účelem je ochránit ruský internet před situací, kdy by se zahraniční mocnosti rozhodly Rusko odstřihnout. Zároveň má Rusko v plánu v rámci tohoto zákona dostat pod kontrolu ruský internet a řídit tak přístup k zahraničním i domácím webům.

## Válka s Ukrajinou
Po zahájení ruského útoku proti Ukrajině v únoru 2022 bylo Roskomnadzorem zakázáno ruským médiím užívat slova „útok“, „invaze“ nebo „vyhlášení války“ a povoleno pouze použití pojmenování „speciální vojenská operace“.
1. března 2022 Roskomnadzor zablokoval webové stránky televizní stanice Dožď a rádia Echo Moskvy kvůli jejich informování o válce. Obě stanice následně 3. března zcela ukončily svá vysílání.
4. března byly v Rusku zablokovány mikroblog Twitter a sociální síť Facebook pod záminkou „diskriminace ruských médií“ a později byla blokace rozšířena i na síť Instagram, s odůvodněním, že publikuje „výzvy k násilí proti ruským vojákům“.
Dne 5. dubna 2022 Roskomnadzor nařídil pod hrozbou pokuty Wikipedii, aby odstranila podle něj nepřesné informace o ruské invazi na Ukrajinu a o tamním chování ruské armády. Wikipedie informace podle Roskomnadzoru „interpretuje protirusky“, a její obsah je tak v Rusku nelegální. Úřad už dříve pohrozil, že ruskojazyčnou verzi Wikipedie zablokuje, provozovatelé však dosud na jeho žádosti o vymazání obsahu nereagovali. Majiteli internetového zdroje, který na žádost Roskomnadzoru odmítne vymazat „nelegální informace“, hrozí pokuta až čtyři miliony rublů (jeden milion Kč).
Dne 8. října 2024 Roskomnadzor nařídil zablokování komunikační platformy Discord.